# Chelipoda rhabdoptera
Chelipoda rhabdoptera är en tvåvingeart som beskrevs av Axel Leonard Melander 1927. Chelipoda rhabdoptera ingår i släktet Chelipoda och familjen dansflugor. Inga underarter finns listade i Catalogue of Life.